# 큰피막이
큰피막이(Hydrocotyle ramiflora)는 경기도 이남의 약간 습한 들이나 길가에 나는 여러해살이풀로 높이는 10-15cm이다. 잎자루의 윗부분과 잎 표면에만 털이 약간 있고, 원줄기는 옆으로 기면서 비스듬히 선다. 잎은 둥근 모양으로 지름 1-3cm이다. 턱잎은 막질, 갈색이 돌기도 하고, 갈색 반점이 있으며, 잎자루의 길이는 4-8cm이다. 꽃은 흰색, 지름 1.5mm, 잎겨드랑이에서 10송이 정도씩 산형꽃차례로 달리고, 화축은 잎보다 길며, 꽃자루는 짧다. 꽃잎은 5장, 수술 5개, 암술대는 2갈래이다. 열매는 분과(分果), 신장형이며 좌우로 납작하고, 뒷면에 3개의 능선이 있다.